# Zosterops nehrkorni
Zosterops nehrkorni е вид птица от семейство Zosteropidae. Видът е критично застрашен от изчезване.

## Разпространение
Видът е разпространен в Индонезия.